# Juan de Molina
Juan de Molina (Ciudad Real, hacia 1485-Valencia, después de 1552) fue un humanista, traductor y autor español, al que no hay que confundir con el Juan de Molina poeta contemporáneo suyo, autor de un Cancionero publicado en Salamanca en 1527.

## Biografía
Aunque natural de Ciudad Real, como declara en el prólogo a su traducción a las Epístolas de San Jerónimo, se avecindó en Valencia, donde desarrolló principalmente su labor y se relacionó activamente con los ambientes cortesanos y nobiliarios de entonces (dedica sus obras a la duquesa de Gandía y al duque de Segorbe, al marqués Rodrigo de Mendoza y al duque de Calabria). Tradujo las Epístolas de San Jerónimo y tres opúsculos de Juan Gerson sobre la confesión, los mandamientos y el arte de bien morir. Se pensaba que tradujo del catalán/valenciano en verso castellano la Vida de la sacratísima Virgen María de Miguel Pérez (Valencia, 1494) con el título Verger de Nuestra Señora (Toledo, 1525), sin embargo, estudios recientes demuestran que realmente fue una reelaboracion original de Juan de Molina. Tradujo también una pintoresca leyenda sobre la Pasión de Cristo, el Gamaliel, que se atribuyó a San Pedro Pascual y corrió en diversas versiones en catalán y castellano hasta su prohibición inquisitorial; la traducción está dirigida a su hermana sor María de San Jerónimo, monja en el Monasterio de Santa Catalina de Granada. Supervisó numerosas ediciones valencianas, incluida una revisión libérrima de la traducción del arcediano del Alcor del Enchiridión de Erasmo de Róterdam, y una de las once ediciones de un famoso libro de caballerías, el Lepolemo o Caballero de la cruz. En muchas de sus traducciones se notan sus deseos de medrar socialmente contemporizando con sus poderosos protectores y no era propiamente un erasmista. Sin embargo sufrió proceso por la Inquisición en 1536 a causa de expresiones públicas de descreimiento y su revisión del Enchiridión de Erasmo; cumplió prisión en el Monasterio de la Trinidad. Como traductor, quiso vulgarizar la cultura eclesiástica, no teorizó sobre esta labor y despreció la traducción de una lengua vulgar al español.

## Obras
- Sermón precioso, dulce y breve en loor del matrimonio... cogido de algunos autores famosos y excelentes y puesto en esta lengua española... en: Desiderio Erasmo, Enchiridion, Valencia, 1528.
- Verger de Nuestra Señora, Toledo, 1525, y Sevilla, Dominico de Robertis, 1542.
- Gamaliel, Toledo, Ramón de Petras, 1527; lleva además la traducción de un sermón de San Jerónimo sobre la Resurrección.
- Tripartito de Juan Gerson de Doctrina Christiana... nuevamente por el bachiller Juan de Molina traducido y nuevamente revisto por muchos dotores. Toledo: Ramón de Petras, 1526; Nicolás Antonio menciona una edición alcalaína de Arnao Guillén de Brocar de 1519.
- Retraducción de Apiano a través de la versión latina de Pier Cándido Decembrio, Triumphos, Valencia, Juan Joffre, 1522.
- Traducción de Lucio Marineo Sículo, Crónica d'Aragón, Valencia, Joffre, 1524.
- Traducción del Homiliario atribuido a Alcuino de York, Valencia, Juan Navarro, 1552.